# Endicott Island

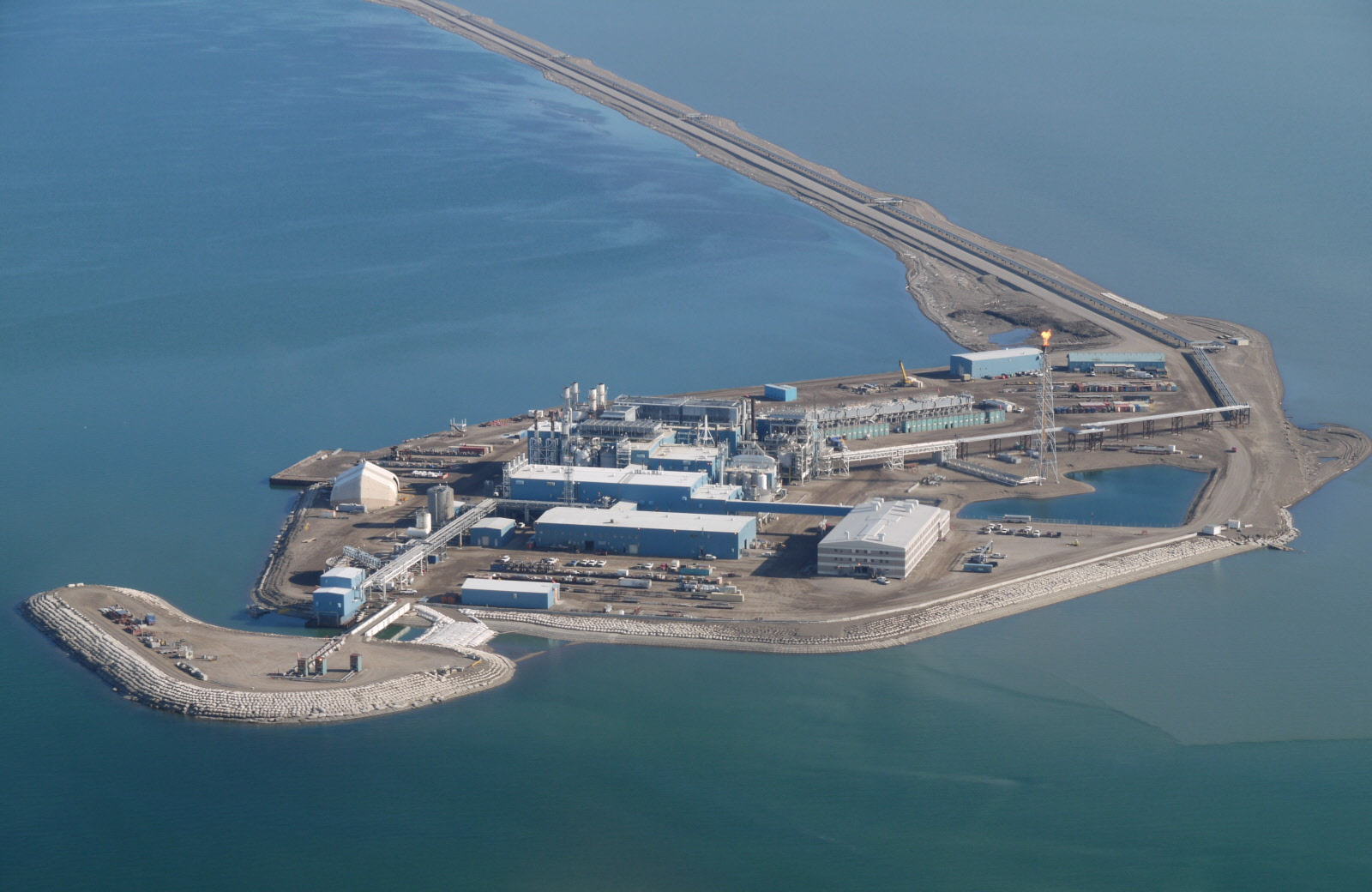
Endicott Island, augustus 2010

Endicott Island is een 18 hectare groot kunstmatig eiland, 4 kilometer voor de kust van Prudhoe Bay, in het noorden van Alaska, Verenigde staten. Het eiland werd in 1987 aangelegd door Alaska International Construction in opdracht van BP en ExxonMobil voor het winnen van aardolie.
Endicott Island was het eerste continue producerende offshore olieveld in de Arctis, met een productie van 3200 m³ olie per dag. In maart 2003 had het veld reeds 67.300.000 m³ olie geproduceerd. De verwerkte olie wordt via een 39 kilometer lange pijpleiding naar de Trans-Alaska-pijpleiding vervoerd, en van daaruit naar Valdez aan de zuidkust van Alaska.
In 2014 verkocht BP zijn belang in Endicott Island aan Hilcorp Alaska.